# Tignieu-Jameyzieu
 Tignieu-Jameyzieu  es una población y comuna francesa, en la región de Ródano-Alpes, departamento de Isère, en el distrito de La Tour-du-Pin y cantón de Crémieu.

## Demografía
| 2030 | 2454 | 2959 | 3666 | 4616 | 4838 |
| Para los censos de 1962 a 1999 la población legal corresponde a la población sin duplicidades (Fuente: INSEE [Consultar]) |      |      |      |      |      |